# Classe Shirakumo
La classe Shirakumo (白雲型駆逐艦, Shirakumogata kuchikukan) est une classe de deux destroyers construits pour la Marine impériale japonaise par John I. Thornycroft & Company au Royaume-Uni.

## Contexte
Les destroyers de 3e classe Shirakumo ont été commandés dans le cadre du budget de l'exercice 1900, à la suite de la classe Murakumo. Les deux ont été commandées au constructeur britannique John I. Thornycroft & Company à Chiswick. Ils furent parmi les derniers destroyers achetés par le Japon à l'étranger.

## Conception
Sensiblement identique à la conception des destroyers de classe Murakumo, ils sont légèrement plus grand avec une puissance supérieure avec le même armement. Ils sont aussi identiques que les deux cheminées de classe D (1913) de la Royal Navy.
Tous les navires avaient un pont type flush deck ou en dos de tortue (turtleback) permettant au gaillard d'avant d'être protéger des éclaboussure des vagues. Le pont avant et la plate-forme d'artillerie sont peu élevés au-dessus de l'arc.

Les navires ont été alimentés par des moteurs à vapeur à triples extension avec des chaudières à tubes d'eau. Le canon de 76 mm est monté dans un " kiosque à musique " sur le gaillard d'avant, les cinq canons Hotchkiss de 57 mm étaient répartis (deux devant la tourelle de commandement, deux entre les entonnoirs et un sur le gaillard d'arrière avec les deux tubes simples pour les torpilles).

## Service
Les deux destroyers de classe Shirakumo sont arrivés au Japon à temps pour être utilisé au cours de la Guerre russo-japonaise de 1904-1905 et ont été affectés au 4° escadron des destroyers de l'amiral Dewa Shigetō.Ils ont participé à la Bataille de la mer Jaune et à l'ultime Bataille de Tsushima.

En 1912, ils ont été reclassés comme destroyers de troisième classe, et retirés du service de combat en première ligne. Ils ont d'abord servi de dragueur de mines auxiliaire puis de navire de service public non armé.

## Les unités
| Nom       | Quille           | Lancement        | Service         | Fin de carrière |
| --------- | ---------------- | ---------------- | --------------- | --------------- |
| Shirakumo | 1er février 1901 | 1er octobre 1901 | 13 février 1902 | vendu en 1925   |
| Asashio   | 3 avril 1901     | 10 janvier 1902  | 4 mai 1902      | vendu en 1926   |